# Phryxe claripennis
Phryxe claripennis là một loài ruồi trong họ Tachinidae.